# Élizabeth Mazev
Pour les articles homonymes, voir Mazev.
Élizabeth Mazev est une comédienne et dramaturge française d'origine bulgare, née à Cannes le 14 juin 1965. Elle a enseigné à l’Érac (École régionale d'acteurs de Cannes), à la faculté de théâtre de Besançon, au Studio de Formation Théâtrale de Vitry-sur-Seine. 

## Biographie
Née de parents bulgares exilés, Élizabeth Mazev découvre le théâtre à l'école primaire avec un camarade de classe, Olivier Py. Ils écrivent, jouent ensemble dès l'enfance. Elle devient comédienne de théâtre auprès d'Olivier Py qui la met en scène et deviendra son mari, et joue entre autres pour les auteurs Jean-Luc Lagarce, Valère Novarina, David Lescot. 

## Cinéma
- 1998 : Fin août, début septembre d'Olivier Assayas
- 1999 : Bruno n'a pas d'agent court métrage de Christine Dory
- 2012 : Je fais feu de tout bois de Dante Desarthe
- 2015 : La Tête Haute d'Emmanuelle Bercot
- 2016 : Le Passe-muraille, téléfilm de Dante Desarthe

## Théâtre

### Auteure
- Mon père qui fonctionnait par périodes culinaires et autres, Collection Bleue Les Solitaires intempestifs, 1993
- Les Drôles, Collection Bleue Les Solitaires intempestifs, 1993
- Les Cigales, Collection Bleue Les Solitaires intempestifs, 2004
- Mémoire pleine, suivi de L’Artiste maudit, Collection Bleue Les Solitaires intempestifs, 2011
- Les Trois Sœurs Jacques, Collection Bleue Les Solitaires Intempestifs, 2014

### Comédienne
- 1989 : Mon père qui fonctionnait par périodes culinaires et autres d'Élizabeth Mazev, mise en scène Olivier Py, Théâtre 71
- 1991 : Gaspacho, un chien mort d'Olivier Py, mise en scène de l'auteur, Festival du Jeune Théâtre d'Alès
- 1992 : Papa de Serge Valletti, mise en scène Pierre Ascaride, Théâtre 71
- 1992 : Les Aventures de Paco Goliard d'Olivier Py, mise en scène de l'auteur, Théâtre des Halles—Festival d'Avignon, Théâtre de la Bastille
- 1993 : Ondine de Jean Giraudoux, mise en scène François Rancillac, Théâtre de l'Athénée-Louis-Jouvet, Théâtre des Treize Vents
- 1994 : Le Malade imaginaire de Molière, mise en scène Jean-Luc Lagarce, Le Cratère Alès
- 1995 : La Panoplie du squelette d'Olivier Py, mise en scène de l'auteur, Maison des arts et de la culture de Créteil
- 1995 : La Servante (Histoire sans fin) d'Olivier Py, mise en scène de l'auteur, Festival d'Avignon
- 1996 : Le Repas de Valère Novarina, mise en scène Claude Buchvald, Festival d'automne à Paris Centre Georges Pompidou
- 1997 : Le Visage d’Orphée d'Olivier Py, mise en scène de l'auteur, CADO Orléans, Festival d'Avignon
- 1997 : Le Repas de Valère Novarina, mise en scène Claude Buchvald, Théâtre des Treize Vents
- 1998 : Le Visage d'Orphée d'Olivier Py, mise en scène de l'auteur, Théâtre de Nice, Théâtre de l'Athénée-Louis-Jouvet
- 1998 : L'Opérette imaginaire de Valère Novarina, mise en scène Claude Buchvald, Le Quartz, Théâtre de la Bastille Festival d'automne à Paris
- 1999 : Chat et souris (moutons) de Gregory Motton, Ramin Gray, Théâtre de Gennevilliers

- 2000 : L'Origine rouge de Valère Novarina, mise en scène de l'auteur, Festival d'Avignon, Festival d'automne à Paris Théâtre national de la Colline, Théâtre national de Strasbourg
- 2000 : L’Apocalypse joyeuse d'Olivier Py, mise en scène de l'auteur, CADO Orléans, Festival d'Avignon
- 2001 : L’Apocalypse joyeuse d'Olivier Py, mise en scène de l'auteur, Théâtre Nanterre-Amandiers
- 2001 : L'Échange de Paul Claudel, mise en scène Jean-Pierre Vincent, Théâtre Nanterre-Amandiers
- 2002 : L'Origine rouge de Valère Novarina, mise en scène de l'auteur, La Rose des vents
- 2003 : Le Soulier de satin de Paul Claudel, mise en scène Olivier Py, CADO, Théâtre national de Strasbourg, Théâtre de la Ville, Grand Théâtre de Genève
- 2004 : Dehors devant la porte de Wolfgang Borchert, mise en scène Laurent Hatat, Nouveau Théâtre de Besançon, Théâtre de la Commune en 2005
- 2005 : Les Vainqueurs d'Olivier Py, mise en scène de l'auteur, CADO,Théâtre du Rond-Point, Festival d'Avignon
- 2006 : La Cantatrice chauve d'Eugène Ionesco, mise en scène Jean-Luc Lagarce
- 2006 : Illusions comiques d'Olivier Py, mise en scène de l'auteur, CADO, Théâtre du Rond-Point, Comédie de Reims, Théâtre national de Strasbourg, Théâtre du Nord, Théâtre national de Bordeaux en Aquitaine, tournée
- 2007 : Illusions comiques d'Olivier Py, mise en scène de l'auteur, Odéon-Théâtre de l'Europe, TNP Villeurbanne, Théâtre du Gymnase, tournée
- 2007 : Juste la fin du monde de Jean-Luc Lagarce, mise en scène François Berreur, MC2, Nouveau théâtre de Besançon, Maison de la Culture de Bourges, Théâtre de la Cité internationale, Théâtre des Célestins, Théâtre de la Manufacture, tournée
- 2008 : Juste la fin du monde de Jean-Luc Lagarce, mise en scène François Berreur, TNBA, tournée
- 2009 : Illusions comiques d'Olivier Py, mise en scène de l'auteur, Comédie de Genève, tournée
- 2009 : Le Soulier de satin de Paul Claudel, mise en scène Olivier Py, Odéon-Théâtre de l'Europe
- 2009 : L'Européenne de David Lescot, mise en scène de l'auteur, Comédie de Reims, Théâtre des Abbesses, TNBA
- 2009 : La Cantatrice chauve d'Eugène Ionesco, mise en scène Jean-Luc Lagarce, Théâtre de l'Athénée-Louis-Jouvet

- 2010 : L'Européenne de David Lescot, mise en scène de l'auteur, Théâtre de l'Union, tournée
- 2010 : Orgueil, poursuite et décapitation de Marion Aubert, mise en scène Marion Guerrero, Théâtre des Treize Vents
- 2011 : Adagio [Mitterrand, le secret et la mort] d'Olivier Py, mise en scène de l'auteur, Odéon-Théâtre de l'Europe - Anne Lauvergeon, Marguerite Duras, Danielle Mitterrand, l'interprète d'Alija Iztebegovic
- 2011 : Tu devrais venir plus souvent de Philippe Minyana, mise en scène Mónica Espina, Théâtre des Abbesses
- 2011 : Orgueil, poursuite et décapitation de Marion Aubert, mise en scène Marion Guerrero, Théâtre du Rond-Point
- 2011 : Dance is a dirty job but somebody's got to do it de Scali Delpeyrat, mise en scène de l'auteur, Théâtre des Abbesses
- 2012 : Le Système de Ponzi de David Lescot, mise en scène de l'auteur, Théâtre de l'Union, Théâtre des Abbesses, Théâtre de la Manufacture, Comédie de Saint-Étienne, Théâtre national de Strasbourg
- 2014 : Les Tribulations d’une étrangère d’origine, d'après Mémoire pleine, mise en scène François Berreur, festival Seuls en scène, TOP de Boulogne Billancourt[2]
- 2015 : Les Eaux Lourdes de Christian Siméon, mise en scène par Thierry Falvisaner, Le Lucernaire
- 2023 : Après la répétition / Persona d'après Ingmar Bergman, mise en scène Ivo van hove, théâtre de la Ville
- 2024 : Les Deux Déesses, de Pauline Sales, Compagnie À L'Envi

## Radio
- 2011 : Glossolalie[3], adaptation radiophonique de Mémoire Pleine pour le département de la fiction de France Culture. En plus d'être à l'origine du texte, Elisabeth Mazev y joue son propre rôle avec Miglen Mirtchev. Ils sont accompagnés musicalement par la contrebasse de Clément Landais.